# 苏稽镇
苏稽镇，是中华人民共和国四川省乐山市市中区下辖的一个乡镇级行政单位。2019年12月，撤销杨湾乡，将原杨湾乡和水口镇石鼓寺村、雷坝村所属行政区域归苏稽镇管辖。

## 行政区划
苏稽镇下辖以下地区：
苏稽街社区、新桥街社区、沙嘴街社区、双红村、青峨红村、红专村、徐浩村、蚕桑村、顺江村、饶坎村、楠元村、勤业村、双全村、卫东村、工农村、新联村、倒拐店村、获坪村、程扁村、杨平村、永和村、刘坝村、高山铺村、曾河坝村、龙滩尾村和杨军坝村。

## 特产
以米花糖及跷脚牛肉馳名。其中苏稽米花糖也叫苏稽香油米花糖，为中国地理标志产品。